# Torksey Castle
Torksey Castle er en elizabethiansk herregård i landsbyen Torksey på østsiden af Trent i Lincolnshire, England. Den ligger omkring 19 km nordvest for Lincoln, omkring 11 km nord for Gainsborough Old Hall og 16 km sydøst for Lincoln Castle.
Det er en befæstet herregård sten opført i tudorstil, der blev grundlagt af Jermyn-familien fra Suffolk.
Torksey castle er i dag i privateje og ikke åben for offentligheden, men den kan ses fra A156 road og en offentlig sti på vestbredden af Trent.
Det er en listed building af første grad, og et scheduled ancient monument men er også på listen Heritage at Risk Register. 